# 3. etape af Post Danmark Rundt 2009
3. etape af Post Danmark Rundt 2009 er en rute på 181 km der går fra Århus til Vejle. Etapen bliver kørt 31. juli, og bliver betegnet som den hårdeste etape i årets løb. Der er indlagt 4 bakkespurter og 2 bonusspurter.

## Udgåede ryttere
- Glenn D'Hollander, Silence-Lotto
- Mads Christensen, Team Designa Køkken
- Vitaly Popkov, ISD-Sport Donetsk
- Artem Topchanuk, ISD-Sport Donetsk
- Volodymyr Kogut, ISD-Sport Donetsk
- Yegor Dementev, ISD-Sport Donetsk

## Resultatliste
|    | Navn              | Land    | Hold                            | Tid     |
| -- | ----------------- | ------- | ------------------------------- | ------- |
| 1  | Jakob Fuglsang    | Danmark | Team Saxo Bank                  | 4:38.04 |
| 2  | Matti Breschel    | Danmark | Team Saxo Bank                  | + 0.26  |
| 3  | Maurizio Biondo   | Italien | Ceramica Flaminia-Bossini Docce | + 0.26  |
| 4  | Nicki Sørensen    | Danmark | Team Saxo Bank                  | + 0.26  |
| 5  | Martin Pedersen   | Danmark | Team Capinordic                 | + 0.31  |
| 6  | Jonas Ljungblad   | Sverige | Silence-Lotto                   | + 0.31  |
| 7  | Rasmus Guldhammer | Danmark | Team Capinordic                 | + 0.31  |
| 8  | Andreas Dietziker | Schweiz | Vorarlberg-Corratec             | + 0.31  |
| 9  | Allan Johansen    | Danmark | Team Designa Køkken             | + 0.31  |
| 10 | Arnoud van Groen  | Holland | Vacansoleil                     | + 0.31  |

### Point- og Bakkespurter

#### 1. spurt (Uldum Højskole,Uldum)
Efter 126,0 km
| Vinder | Dominique Rollin | 5p, 3s |
| 2.     | Bart Vanheule    | 3p, 2s |
| 3.     | Geert Steurs     | 1p, 1s |

#### 2. spurt (Nørre Vilstrup)
Efter 158,0 km
| Vinder | Dominique Rollin | 5p, 3s |
| 2.     | Troels Vinther   | 3p, 2s |
| 3.     | Jakob Fuglsang   | 1p, 1s |

#### 1. bakke (Sorring Loddinhøj,Sorring)
Efter 24,0 km
| Plads | Navn                    | Point |
| ----- | ----------------------- | ----- |
| 1.    | René Jørgensen          | 10    |
| 2.    | Thomas Riber-Sellebjerg | 6     |
| 3.    | Thomas Vedel Kvist      | 4     |
| 4.    | Glenn Bak               | 2     |

#### 2. bakke (Svejbæk)
Efter 59,0 km
| Plads | Navn                | Point |
| ----- | ------------------- | ----- |
| 1.    | Troels Vinther      | 10    |
| 2.    | Ricky Jørgensen     | 6     |
| 3.    | Thijs Van Amerongen | 4     |
| 4.    | Laurent Didier      | 2     |

#### 3. bakke (Yding Skovhøj)
Efter 92,0 km
| Plads | Navn           | Point |
| ----- | -------------- | ----- |
| 1.    | Bart Vanheule  | 10    |
| 2.    | Troels Vinther | 6     |
| 3.    | Geert Steurs   | 4     |
| 4.    | Laurent Didier | 2     |

#### 4. bakke (Bøgeagervej,Vejle)
Efter 142,0 km
| Plads | Navn             | Point |
| ----- | ---------------- | ----- |
| 1.    | Troels Vinther   | 10    |
| 2.    | Dominique Rollin | 6     |
| 3.    | Bart Vanheule    | 4     |
| 4.    | Anders Lund      | 2     |